# Theodor Baillet-Latour
Theodor Franz Baillet-Latour (Linz, 15 giugno 1780 – Vienna, 6 ottobre 1848) è stato un generale austriaco.

## Biografia
Latour nacque a Linz figlio del conte Maximilian Anton Karl Baillet de Latour (1737-1806), Feldmaresciallo Luogotenente al servizio dell'esercito austriaco durante le guerre rivoluzionarie. Dopo gli studi in materia militare e ingegneria presso l'Accademia militare Teresiana entrò a far parte del corpo dei genieri nel 1799 e divenne membro dello staff generale dell'esercito durante le campagne napoleoniche, nel 1804. Latour prese parte a molte campagne nelle guerre napoleoniche nelle quali si distinse con grandi decorazioni al merito.
Durante la restaurazione venne promosso Feldzeugmeister e prestò servizio come presidente della commissione presente alla Bundesversammlung della Confederazione germanica ove contribuì al disegno delle fortificazioni della città di Rastadt. Nel 1816 sposò Sofie Bourcier dalla quale, l'anno successivo, ebbe una figlia cui fu posto il nome di Katherine Sophie.
Durante le guerre rivoluzionarie del 1848 venne chiamato a Vienna quale Ministro della Guerra nel gabinetto presieduto dal primo ministro conte Karl Ludwig von Ficquelmont. Convinto conservatore, i suoi sforzi si concentrarono essenzialmente sulla repressione delle varie rivolte come quella ungherese ove Latour si avvalse delle forze del bano Josip Jelačić. Questa repressione portò a delle rivolte anche a Vienna ove ancora una volta il Latour venne chiamato ad intervenire: il 6 ottobre 1848 una folla di studenti, lavoratori e soldati ammutinati tentò di contrastare le forze dell'esercito regolare con dei combattimenti per le strade della capitale. Latour morì linciato dalla folla durante gli scontri, impiccato ad un lampione della piazza Am Hof.